# 尼泊尔人民解放军
尼泊尔人民解放军是尼泊尔历史上的一个武装组织，隶属尼泊尔共产党（毛主义）。该组织成立于2002年，正值尼泊尔共产党（毛主义）于1996年发动的尼泊尔内战期间。内战期间，人民解放军的总司令是普什帕·卡迈勒·达哈尔（普拉昌达）。2006年11月21日，内战结束。根据全面和平协议，尼泊尔人民解放军的士兵被安置在营地内，协议还规定人民解放军将与尼泊尔王家军队进行整合。据联合国尼泊尔特派团称，内战结束时，在将不合格的战士撤出兵营后，尼泊尔人民解放军共有约19600名经过确认的战士驻扎在不同的兵营中。2008年9月12日，南达·基肖尔·潘（帕桑）被任命为人民解放军的新任总司令，因为当时普拉昌达已经当选尼泊尔总理。2011年11月，整合进程启动。